# Микола Кузьмин
Микола Кузьмин (пол. Mykoła Kuźmyn, 25 травня 1881, Озерна — 27 травня 1955, Клівленд) — український громадський діяч, землероб, член Центрального Комітету Українського Національно-Демократичного Об'єднання (УНДО) у 1925—1928 роках, сенатор II каденції у II Польській Республіці (Речі Посполитій).

## Життєпис
Він закінчив народну школу, склав іспит, який надав йому право працювати контролером та секретарем громади.
Був фермером Озерній, керівником сільськогосподарської спілки та членом товариства «Просвіта».
На парламентських виборах 1928 року, обраний сенатором Речі Посполитої від списку Блоку Національних Меншин з Тернопільського воєводства.
У серпні 1930 року обраний заступником члена правління «Просвіти». 9 травня 1931 року розпочався судовий процес у Тернополі проти нього та Антона Кунця, звинувачених у організації незаконного збору. 22 серпня 1931 року суд визволив їх від звинувачень.
У 1933—1939 роках він був членом Сільськогосподарської Палати у Львові та членом утвореного 19 квітня 1934 року Клубу Радників Української Палати.
Помер на еміграції в США.